# درجة الحرارة الإسنادية في المطارات
يتم تعريف درجة الحرارة الإسنادية في المطارات باعتبارها المتوسط الشهري لـدرجة الحرارة اليومية (Ta) في الشهر الأكثر حرارة من العام مضافًا إليها ثلث الفارق بين درجة الحرارة هذه (Ta) وبين المتوسط الشهري لدرجة الحرارة اليومية القصوى (Tm) لنفس الشهر من العام.
وبالتالي تساوي درجة الحرارة الإسنادية في المطارات:
{\displaystyle T_{a}+{\frac {T_{m}-T_{a}}{3}}.}